# Friedrich Flörke
Friedrich Wilhelm Flörke (* 9. September 1888 in Hannover; † 18. März 1983 in Springe) war ein deutscher Verkehrswissenschaftler.

## Leben

### Familie und Ausbildung
Der evangelisch getaufte Friedrich Flörke, Sohn des Emil Flörke und dessen Ehefrau Emma geborene Wilm, legte das Abitur am Leibniz-Reform-Realgymnasium seiner Geburtsstadt Hannover ab. Im Anschluss nahm Friedrich Flörke das Studium des Bauingenieurwesens an der Gottfried Wilhelm Leibniz Universität Hannover auf, 1913 absolvierte er die Diplomprüfung und wurde zum Doktor der Ingenieurwissenschaften promoviert.
Friedrich Flörke heiratete im Jahre 1919 Klara geborene Langemak. Dieser Verbindung entstammten fünf Kinder. Er verstarb im März 1983 im hohen Alter von 94 Jahren in Springe.

### Beruflicher Werdegang
Friedrich Flörke trat nach seinem Studienabschluss eine Stelle als Regierungsbauführer bei der preußischen Eisenbahndirektion in Saarbrücken an. 1919 übersiedelte er nach Springe, dort gründete er wegen schlechter Berufsaussichten ein Siedlungsunternehmen. Daneben war er seit 1924  als Wissenschaftlicher Assistent an der Gottfried Wilhelm Leibniz Universität Hannover angestellt. Nach der Aufgabe seines Unternehmens und der Niederlegung seiner Assistententätigkeit war Flörke seit 1934 als Dezernent für die Linienführung der Reichsautobahn von Hannover nach Berlin eingesetzt.
Im Jahre 1935 folgte Friedrich Flörke einem Ruf auf die ordentliche Professur für Linienführung und Allgemeines Verkehrswesen an der  Technischen Hochschule Danzig, 1945 wurde er in den Ruhestand versetzt, 1960 wurde ihm die Rechtsstellung eines entpflichteten Hochschullehrers  verliehen. Der mit der Erinnerungsmedaille der Traditionsgemeinschaft der Technischen Hochschulen Breslau und Danzig ausgezeichnete Friedrich Flörke trat insbesondere durch Veröffentlichungen betreffend sein Fachgebiet hervor.

### NS-Zeit
Flörke war Mitglied der SA (1933–1937) und wechselte dann zur SS (SS-Nummer 312.750). Er trat zum 1. Mai 1936 der NSDAP bei (Mitgliedsnummer 3.710.956). Er war SS-Hauptsturmführer (1943), Gruppenleiter im Referat Technische Planung - Ost des Reichsministeriums für Bewaffnung und Munition (Albert Speer).

## Publikationen
- Werden und Wirken des Verkehrs im Mittelrhein-Maingau sowie Folgerungen für das Eisenbahnwesen. Schmidt, Leipzig, 1930
- Wege und Grundfragen für Siedler und Siedlung [nach einem Vortrag im Architekten- und Ingenieur-Verein Hannover, Ortsgruppe der Deutschen Gesellschaft für Bauwesen, am 10. Dezember 1931]. in: Schriftenreihe „Deutsche Siedlung“ Nr 4., Verlag „Bebauet die Erde“, Oberellen bei Eisenach, 1932
- Neuere Einwirkungen der Verkehrsentwicklung auf die Landwirtschaft.  Brausdruck, Heidelberg, 1961